# Problemas ambientales en Perú

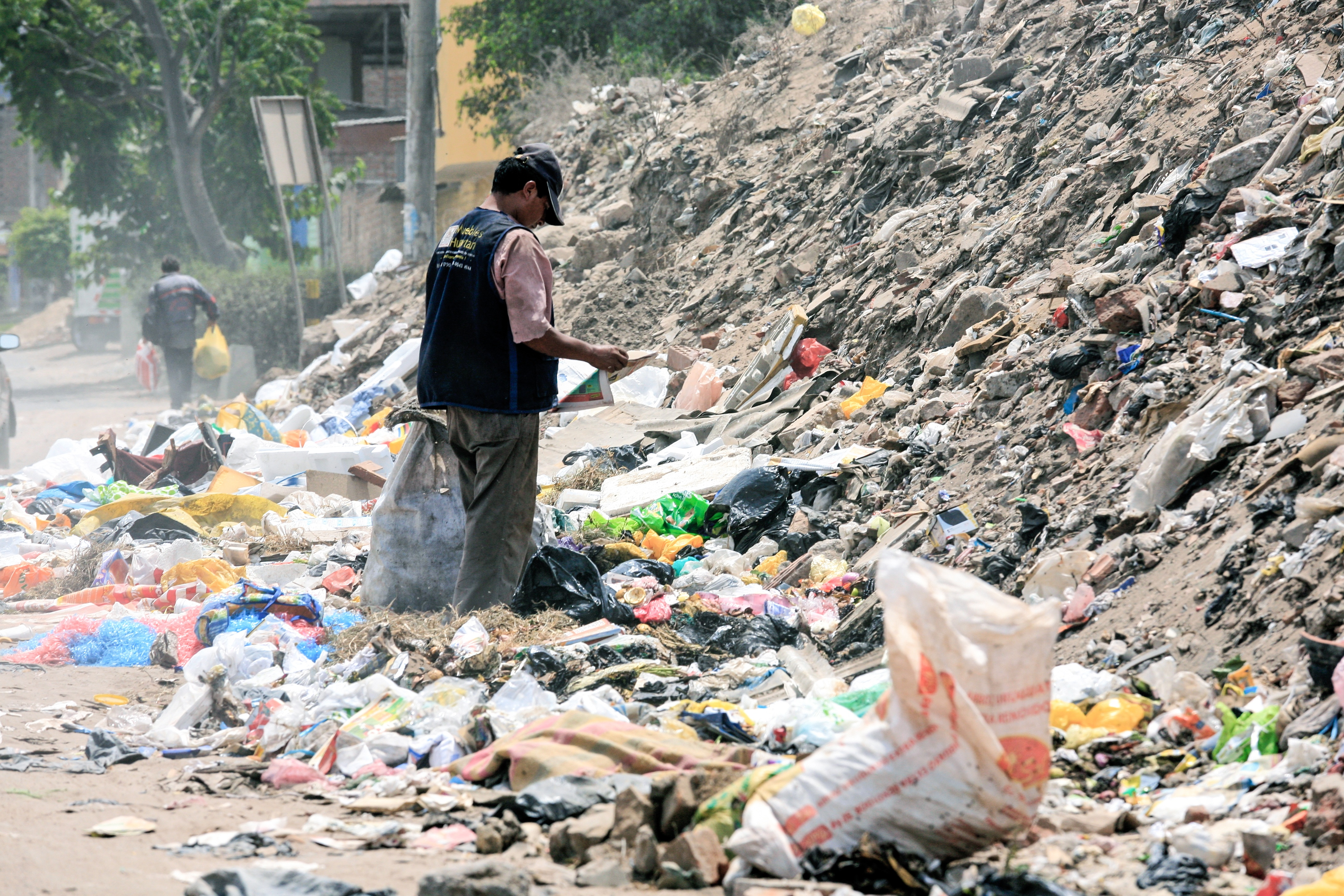
Desechos en una área urbanizada en el Perú.

Los principales problemas ambientales en Perú son: la contaminación del agua, del aire y del suelo, la erosión del suelo, la deforestación y la pérdida de biodiversidad.

## Por ubicación

### Áncash

#### Contaminación por arsénico en Huarmey
La contaminación por arsénico en Huarmey es un caso de contaminación ambiental y humana por la presencia del metaloide en el distrito de Huarmey, en la provincia homónima en la región Áncash, Perú. A partir de octubre de 2023 se ha determinado a partir de exámenes de tamizaje que 198 personas presentan altos niveles de contaminación por arsénico en los barrios 9 de octubre y Puerto Huarmey, localidades ubicadas en el distrito de Huarmey. Si bien el límite máximo de arsénico para personas no expuestas ocupacionalmente debe ser menor a 20 ug/g creatinina, dos mujeres presentaron niveles de 123,13 ug/g y 187,36 ug/g, seis y nueve veces el límite máximo, respectivamente. También un niño de un año presentó 135,05 ug/g, siete veces más el límite.
De acuerdo al Informe 377-2024-OEFA/DEAM-STEC del Organismo de Evaluación y Fiscalización Ambiental (OEFA) del 29 de diciembre de 2024, la planta de filtración y el edificio de almacenamiento de concentrado de la compañía minera Antamina en Puerto Punta Lobitos son fuentes de partículas fugitivas” y que las aguas subterráneas en el acuífero de Cascajal —ubicado debajo de la zona de reforestación A del bosque de Huarmey de propiedad de Antamina— presentan valores de arsénico que superaron en la mayoría de puntos los Estándares de Calidad Ambiental (ECA), establecidos en 2017. El agua residual del mineroducto de Antamina es tratada para luego ser reutilizada como agua de irrigación en el bosque de Huarmey.

### Lima
Según una encuesta realizada por Lima, la contaminación es considerada el tercer problema más grave del Perú.

### Junín

#### Contaminación por plomo en La Oroya
La contaminación por plomo en La Oroya ocasionó que esta ciudad haya sido catalogada como la quinta ciudad más contaminada del planeta. La ciudad de La Oroya, en la provincia de Yauli, departamento de Junín se ubica a 3750 metros sobre el nivel del mar. Durante años las poblaciones de La Oroya, Tarma, Jauja y Junín estuvieron expuestas a emisiones tóxicas de plomo, cadmio, arsénico, dióxido de azufre, entre otros contaminantes derivados de las operaciones del Complejo Metalúrgico de la Oroya (CMLO). Este complejo procesó los diversos minerales extraídos de minas vecinas. Además, los efectos de la intoxicación por plomo son irreversibles.

### Madre de Dios
Las carreteras, si bien son un medio para la integración económica y social, muchas veces terminan generando un impacto negativo para el ambiente y los pueblos indígenas si es que no hay una planificación adecuada. Ellas son el medio por donde madereros ilegales transportan su mercancía y facilita la llegada de colonos a zonas colindantes a áreas naturales protegidas, donde habitan Pueblos Indígenas y PIACI (Pueblos Indígenas en Aislamiento o Contacto Inicial). Al respecto Julio Cusurichi, presidente de la Federación Nativa del río Madre de Dios y Afluentes (FENAMAD), «advirtió que la articulación vial sin planificación atenta contra derechos de los pueblos indígenas, incluida la población indígena en aislamiento».

### Puno
En el  2014, la Autoridad Nacional del Agua (ANA) detectó en el lago Titicaca la presencia de arsénico, bario, cadmio, cobre, hierro, mercurio, manganeso, fósforo, plomo, zinc y carbono debido al vertimiento de aguas servidas, excediendo los límites máximos permisibiles indicados en los estándares de calidad ambiental nacionales.

## Cuestiones por tipo

### Deforestación
La deforestación en Perú es el proceso de destrucción o agotamiento de la superficie forestal de los bosques de Perú. Perú tenía a 2013 más de un 50% de su superficie cubierta por bosques, de las cuales una parte importante corresponden a la Amazonía peruana. De acuerdo al Ministerio del Ambiente de Perú, entre el 2001 y el 2018 se perdieron 2.2 millones de hectáreas de bosques, principalmente en las regiones amazónicas de Loreto, San Martín y Ucayali.Según Global Forest Watch, esto implicó una disminución del 3,1% en este período del área total de bosque primario húmedo.En el 2014, según el Mapa Amazonía Peruana, el 25% de las hectáreas deforestadas se registraron en territorios indígenas y áreas naturales protegidas.En el 2020, se perdieron más de 200 000 hectáreas de bosque amazónico.
La deforestación y la degradación de los bosques contribuyen a la reducción de la capacidad natural de los ecosistemas en capturar el carbono en la atmósfera. La deforestación representa la principal fuente de emisiones de gases de efecto invernadero del país. En 2012, generó 79.772 Gg de CO2 eq.

### Contaminación del aire
Perú emite diariamente 380 mil toneladas de dióxido de carbono del cual un poco más 60% se produce por la tala y quema de árboles así como las malas prácticas en la agricultura y ganadería, mientras que casi el 30% es por las industrias, el transporte y la basura.

### Contaminación del agua
El 70% de aguas residuales en el Perú no son tratadas.

### Derrames de hidrocarburos y metales pesados
La exposición a metales pesados en Perú representa un importante riesgo para la salud pública, ya que afecta aproximadamente al 30% de la población en 2024.

#### Derrame de mercurio en Choropampa de 2000
El derrame de mercurio en Choropampa se produjo el 2 de junio del 2000  aproximadamente entre las 16:00 y 18:30 h. Este derrame se produjo luego de que un camión de Ransa Comercial, empresa contratada por la Minera Yanacocha, vertió al medio natural nueve balones metálicos que contenían 151 kg de mercurio metálico y diez cilindros metálicos de cloro gaseoso. De esta manera se afectó a más de un millar de campesinos y campesinas.

#### Derrame de petróleo en la costa del Perú de 2022
El derrame de petróleo en la costa del Perú ocurrió en la madrugada del 15 de enero de 2022 por la caída de crudo del buque de bandera italiana Mare Doricum, alquilado por la empresa española Repsol, en los mares del distrito de Ventanilla en la provincia constitucional del Callao, en Perú. 
La empresa inicialmente atribuyó la responsabilidad del derrame a la Marina de Guerra por no comunicar el oleaje anómalo generado tras el maremoto causado por la erupción volcánica en Tonga. Sin embargo, Marina de Guerra del Perú a través de la comunicación de la primera ministra, Mirtha Vásquez, desmintió la versión emitida por la empresa. Posteriormente, la empresa el 14 de febrero le atribuyó la responsabilidad al buque petrolero Mare Doricum e inició una reclamación a los propietarios del buque. Las olas contaminadas con el crudo se expandieron a lugares tan distantes de Ventanilla, como Ancón y Santa Rosa al norte de la provincia de Lima, así como Aucallama y Chancay al oeste de la provincia de Huaral. El 21 de enero del 2022, el gobierno peruano declaró 90 días de emergencia ambiental. El suceso ha sido calificado por la Cancillería como el mayor desastre ecológico ocurrido en el Lima en los últimos tiempos.
Desde sectores civiles se crearon campañas para limpiar las costas afectadas y rescatar a los animales cubiertos de crudo, incluido la donación de cabello humano, con puestos de donación a nivel nacional. La postura del Estado peruano fue contradictoria ante estas campañas, ya que algunas municipalidades de urbes metropolitanas como Lima y Trujillo lo promovían, mientras que el Ministerio del Ambiente pidió que cesen estas campañas ya que son poco efectivas e incluso contraproducentes.

#### Derrame de petróleo en Nieva de 2023
El derrame de petróleo en Santa María de Nieva, Amazonas ocurrió el 18 de enero de 2023 a la altura de las comunidades nativas del pueblos awajún Patsam y Najaím-Paraíso, en el sector Shawit, distrito de Nieva, provincia de Condorcanqui. El hecho fue ocasionado por una fisura en la tubería del Oleoducto Norperuano de Petroperú, a la altura del kilómetro 389 del tramo II de este ducto, que se ubicaba a 3 kilómetros de la zona donde se realizaban los bloqueos de carretera durante la convulsión social del gobierno de Dina Boluarte.

### Residuos sólidos
Perú se recicla el 1.9% del total de residuos sólidos reaprovechables.